# 빽가의 음반 외 활동 목록
다음은 대한민국의 래퍼 빽가의 음반 외 활동 목록이다.
빽가의 개인 활동만 기록합니다. 코요태 멤버로서 2인과 완전체로 출연한 방송 활동에 대해서는 코요태의 음반 외 활동 목록을 참고하십시오.

## 방송

### 진행(MC)
| 날짜                 | 방송사 | 방송명             | 비고    |
| 2008년               | 2008년 | 2008년             | 2008년  |
| -------------------- | ------ | ------------------ | ------- |
| 9월 30일 ~ 11월 27일 | 엠넷   | 아주 수상한 캐스팅 |         |
| 2022년               |        |                    |         |
| 3월 6일 ~ 현재       | 유튜브 | 빽가필름           | 단독 MC |
| 2023년               |        |                    |         |
| 5월 8일 ~ 6월 6일    | 유튜브 | 문라이트 쇼룸      |         |
| 2025년               |        |                    |         |
| 5월 14일 ~           | 유튜브 | 빽가형             |         |

### 고정 출연
| 날짜                        | 방송사  | 방송명                | 비고        |
| 2005년                      | 2005년  | 2005년                | 2005년      |
| --------------------------- | ------- | --------------------- | ----------- |
| 1월 16일 ~ 12월 3일         | KBS2    | 스타 골든벨           |             |
| 3월 6일 ~ 4월 17일          | KBS2    | 도전 빙고왕           |             |
| 12월 12일 ~ 2006년 2월 20일 | SBS MTV | 드림 스테이션         |             |
| 2006년                      |         |                       |             |
| 11월 4일 ~ 2007년 4월 5일   | SBS     | 슈퍼바이킹            | 고정 게스트 |
| 2011년                      |         |                       |             |
| 11월 18일 ~ 2월 9일         | tvN     | Wish Camping 포토스타 | 심사위원    |

### 게스트
- 특별 출연, 파일럿, 특집 포함

| 날짜                  | 방송사     | 방송명                         | 비고          |
| 2005년                | 2005년     | 2005년                         | 2005년        |
| --------------------- | ---------- | ------------------------------ | ------------- |
| 2월 5일               | KBS2       | 대한민국 1교시                 |               |
| 2월 10일              | KBS2       | 최고의 만남                    | 설 특집       |
| 2월 19일 ~ 2월 26일   | SBS        | 리얼로망스 연애편지            |               |
| 4월 1일               | 엠넷       | 닥터노의 즐길거리              |               |
| 4월 11일              | MBC        | 전파견문록                     | 273회         |
| 4월 14일 ~ 4월 21일   | KBS2       | 해피투게더 시즌1               | 177회 ~ 178회 |
| 7월 1일               | MBC        | 놀러와                         | 56회          |
| 11월 20일             | KBS2       | 비타민                         | 120회         |
| 12월 31일             | KBS1       | 가족오락관                     | 1074회        |
| 2006년                |            |                                |               |
| 3월 19일              | MBC        | 전원정답 참! 잘했어요          |               |
| 4월 15일              | KBS1       | 가족오락관                     | 1087회        |
| 4월 16일              | MBC        | 전원정답 참! 잘했어요          |               |
| 7월 9일               | KBS2       | 체험 삶의 현장                 |               |
| 7월 15일 ~ 7월 29일   | MBC        | 강력추천 토요일                |               |
| 7월 15일              | KBS1       | 가족오락관                     | 1099회        |
| 7월 29일 ~ 8월 5일    | MBC        | 강력추천 토요일                |               |
| 10월 15일             | SBS        | S-MATCH                        |               |
| 12월 2일              | KBS1       | 가족오락관                     | 1118회        |
| 2007년                |            |                                |               |
| 1월 14일 ~ 1월 21일   | SBS        | X맨을 찾아라                   | 11회 ~ 12회   |
| 1월 31일 ~ 2월 7일    | KBS2       | 웃음충전소                     | [ 3 ]         |
| 8월 22일              | KBS2       | 와우! 화제와 현장              |               |
| 2008년                |            |                                |               |
| 2월 3일               | KBS2       | 두뇌왕 아인슈타인              |               |
| 2월 10일              | KBS2       | 비타민                         | 230회         |
| 5월 3일               | KBS1       | 가족오락관                     | 1190회        |
| 6월 10일 ~ 6월 17회   | SBS        | 진실게임                       | 421회 ~ 422회 |
| 2009년                |            |                                |               |
| 9월 20일              | SBS        | 도전 1000곡                    | 72회          |
| 2010년                |            |                                |               |
| 12월 28일             | SBS        | 강심장                         | 57회          |
| 2012년                |            |                                |               |
| 9월 19일 ~ 10월 3일   | SBS        | 짝                             | 74회 ~ 76회   |
| 10월 29일 ~ 11월 5일  | KBS2       | 오감만족 세상은 맛있다         | 22회 ~ 25회   |
| 2013년                |            |                                |               |
| 8월 3일               | MBC        | 세바퀴                         | 214회         |
| 9월 1일               | KBS2       | 맘마미아                       | 21회          |
| 2014년                |            |                                |               |
| 2월 1일 ~ 2월 8일     | JTBC       | 집밥의 여왕                    | 13회 ~ 14회   |
| 11월 1일              | MBC        | 휴먼다큐 사람이 좋다           | 97회          |
| 2015년                |            |                                |               |
| 3월 3일               | tvN        | 현장토크쇼 TAXI                | 369회         |
| 2016년                |            |                                |               |
| 2월 20일 ~ 3월 12일   | MBC        | 마이 리틀 텔레비전             | 41회 ~ 44회   |
| 7월 7일               | 엠넷       | 음악의 신 2                    | 10회          |
| 2018년                |            |                                |               |
| 12월 23일             | MBN        | 내 친구 소개팅                 | 2회           |
| 2019년                |            |                                |               |
| 3월 24일              | SBS        | 미운 우리 새끼                 | 131회         |
| 10월 20일             | MBC        | 미스터리 음악쇼 복면가왕       | 225회         |
| 11월 26일             | 채널A      | 나는 몸신이다                  | 255회         |
| 2020년                |            |                                |               |
| 7월 22일              | tvN D      | 휠링캠프                       | 3회           |
| 10월 16일             | 엠넷       | Show Me The Money 9            | 1회           |
| 10월 17일             | KBS joy    | 나는 차였어                    | 8회           |
| 2021년                |            |                                |               |
| 1월 24일              | SBS        | 전설의 무대 아카이브K          | 4회           |
| 11월 26일             | KBS joy    | 국민 영수증                    | 12회          |
| 2022년                |            |                                |               |
| 1월 10일 ~ 1월 13일   | EBS1       | 한국의 둘레길                  | 17회 ~ 20회   |
| 1월 22일              | MBN        | 속풀이쇼 동치미                | 480회         |
| 2월 12일              | MBN        | 속풀이쇼 동치미                | 483회         |
| 3월 12일              | MBN        | 속풀이쇼 동치미                | 487회         |
| 4월 8일               | KBS2       | 연중 라이브                    | 79회          |
| 6월 11일              | MBN        | 속풀이쇼 동치미                | 500회         |
| 8월 27일              | E채널      | 토요일은 밥이 좋아             | 35회          |
| 12월 24일             | MBN        | 속풀이쇼 동치미                | 527회         |
| 2023년                |            |                                |               |
| 2월 15일              | MBC        | 일타강사                       | 14회          |
| 2월 17일 ~ 2월 22일   | 유튜브     | 금요소식회                     | 15회 ~ 16회   |
| 2월 18일              | MBN        | 속풀이쇼 동치미                | 535회         |
| 2월 20일              | JTBC       | 헬로 마이 닥터 친절한 진료실   | 124회         |
| 2월 23일              | KBS2       | 홍김동전                       | 25회          |
| 2월 28일 ~ 3월 7일    | MBC        | 혓바닥 종합격투기 세치혀       | 1회 ~ 2회     |
| 3월 1일               | MBC        | 황금어장 라디오스타            | 806회         |
| 3월 17일              | 유튜브     | 짭바보                         | 8회           |
| 3월 19일 ~ 3월 26일   | MBC        | 미스터리 음악쇼 복면가왕       | 396회 ~ 397회 |
| 4월 7일               | 채널A      | 오은영의 금쪽 상담소           | 76회          |
| 5월 5일               | KBS joy    | 이십세기 히트쏭                | 163회         |
| 5월 11일              | SBS        | 꼬리에 꼬리를 무는 그날 이야기 | 78회          |
| 5월 14일 ~ 5월 28일   | KBS2       | 1박 2일 시즌4                  | 176회 ~ 178회 |
| 5월 24일              | MBC        | 일타강사                       | 17회          |
| 6월 22일              | MBC        | 구해줘 홈즈                    | 208회         |
| 8월 25일              | Wavve      | 원얼스:아트피아                | 7회           |
| 9월 9일               | tvN        | 놀라운 토요일 - 도레미 마켓    | 280회         |
| 9월 20일              | KBS1       | 일꾼의 탄생                    | 88회          |
| 9월 28일 ~ 10월 5일   | 유튜브     | B주류경제학                    | 25회 ~ 26회   |
| 11월 21일             | 유튜브     | 청소광브라이언                 | 6회           |
| 12월 31일             | SBS        | 미운 우리 새끼                 | 374회         |
| 2024년                |            |                                |               |
| 2월 23일              | 유튜브     | B급 청문회 시즌2               | 37회          |
| 4월 6일 ~ 4월 13일    | tvN        | 놀라운 토요일 - 도레미 마켓    | 309회 ~ 310회 |
| 5월 8일               | 유튜브     | 덜 지니어스                    | 2회           |
| 5월 13일              | 채널A      | 탐정들의 영업비밀              | 9회           |
| 6월 6일               | E채널      | 다해준다 인력사무소            | 6회           |
| 6월 25일              | JTBC       | 한문철의 블랙박스 리뷰         | 84회          |
| 9월 3일               | MBC        | 청소광 브라이언                | 4회           |
| 9월 23일              | 채널A      | 절친 토큐멘터리 4인용 식탁     | 55회          |
| 10월 19일             | tvN        | 놀라운 토요일 - 도레미 마켓    | 337회         |
| 10월 22일 ~ 10월 29일 | JTBC       | 한문철의 블랙박스 리뷰         | 100회 ~ 101회 |
| 10월 25일             | CBS        | 세상을 바꾸는 시간, 15분       | 1899회        |
| 10월 31일             | 유튜브     | 장동민의 현피남                | 18회          |
| 11월 13일             | 채널A      | 요즘 남자 라이프 - 신랑수업    | 139회         |
| 11월 17일             | KBS2       | 1박 2일 시즌4                  | 250회         |
| 11월 21일             | 유튜브     | 왠그사                         | 7회           |
| 11월 24일 ~ 12월 2일  | MBC        | 푹 쉬면 다행이야               | 27회 ~ 28회   |
| 12월 12일             | SBS        | 꼬리에 꼬리를 무는 그날 이야기 | 154회         |
| 12월 18일             | 채널A      | 요즘 남자 라이프 - 신랑수업    | 144회         |
| 12월 26일             | MBC        | 구해줘! 홈즈                   | 279회         |
| 2025년                |            |                                |               |
| 1월 16일              | 유튜브     | 와인 좀 한해                   | 13회          |
| 1월 19일              | KBS2       | 1박 2일 시즌4                  | 258회         |
| 2월 19일              | 채널A      | 요즘 남자 라이프 - 신랑수업    | 151회         |
| 2월 27일              | 유튜브     | 스튜디오 매일매일              |               |
| 4월 2일               | CJ온스타일 | 안재현의 잠시 실내합니다       |               |
| 4월 5일               | tvN        | 놀라운 토요일 - 도레미 마켓    | 360회         |
| 5월 15일              | 유튜브     | 동네친구 강나미                |               |
| 6월 9일               | 유튜브     | KNOW ME:취향세대               | 2회           |
| 7월 2일 ~ 7월 9일     | 유튜브     | 오늘부터 황제성                | 3회 ~ 4회     |
| 7월 21일 ~ 7월 28일   | MBC        | 푹 쉬면 다행이야               | 57회 ~ 58회   |
| 7월 25일              | 유튜브     | 주둥이방송 라이브              |               |
| 7월 31일              | 유튜브     | 동네친구 강나미                |               |
| 8월 15일              | MBC        | 나 혼자 산다                   | 609회         |
| 8월 16일              | MBC        | 생방송 행복드림 로또 6/45      |               |
| 8월 19일              | MBC        | 이유 있는 건축 - 공간 여행자   |               |

## 드라마
| 연도   | 방송사 | 방송명               | 배역   | 비고          |
| ------ | ------ | -------------------- | ------ | ------------- |
| 2017년 | JTBC   | 맨투맨               | [ 14 ] | 1회 특별 출연 |
| 2018년 | KNN    | 촌티콤 날아라 메뚜기 | 빽가   | 주연          |

## 광고 및 홍보대사

### 광고
| 연도   | 기업명         | 브랜드명 | 비고    |
| ------ | -------------- | -------- | ------- |
| 2007년 | (주)KB국민카드 | KB카드   | TV 광고 |
| 2010년 | (주)니콘       | 니콘     | TV 광고 |

### 홍보대사
| 연도   | 홍보대사                          |
| ------ | --------------------------------- |
| 2011년 | 자살방지 캠페인 홍보대사 (인터뷰) |

## 도서
| 날짜      | 도서명             | 출판사     | 비고    |
| 2008년    | 2008년             | 2008년     | 2008년  |
| --------- | ------------------ | ---------- | ------- |
| 12월 22일 | 당신에게 말을 걸다 | 북하우스   | 첫 도서 |
| 2015년    |                    |            |         |
| 12월 21일 | 고마워요           | 시그마북스 |         |